# 郭述申
郭述申（1904年12月27日—1994年7月14日），原名树勋，号耀珊，曾名郭季华、李振寰，湖北省孝感县城关镇人。中华人民共和国政治人物、中顾委委员。

## 生平
儿时在家乡读私塾，1918年考入武昌高等师范附属中学，1922年5月加入社会主义青年团。1922年秋，以第一名的优异成绩考入国立武昌高等师范学校。后参加学生运动，任国民党湖北省党部宣传委员。1926年，升任国民党湖北省党部秘书长，次年担任湖北省乡村师范学校校长。1927年初，当选为湖北省农民协会执行委员会常委、省农协教育部部长，开始从事农运工作。1927年6月加入中国共产党。
1927年，参加黄麻起义。1928年秋任中共郑州市委书记。1929年4月，任中央巡视员，到豫南、鄂东北巡视工作。1930年2月25日，中共中央决定建立中共鄂豫皖边区特委，统一领导鄂豫皖边区的革命斗争，郭述申任特委书记。1930年3月下旬，郭述申在黄安北部的箭厂河主持召开会议，组成了鄂豫皖边区特委。1931年2月，根据中央决定，成立了新的鄂豫皖边区特委，曾中生任书记，郭述申任特委组织部长。1931年5月，根据中央决定，撤销鄂豫皖特委，成立鄂豫皖中央分局，郭述申任了分局和省委委员、分局和省委组织部长。不久，又担任了中央分局常委、鄂豫皖边区苏维埃政府人民委员会副委员长。1931年8月，郭述申调任陂孝北县委书记，9月又调任陂安南县委书记。1932年1月，任中共鄂豫皖省委常委、皖西北道委员会书记；后担任红四方面军红二十七军政委，后随部参加长征。1932年10月12日晚，红四方面军主力越过平汉线，西进长征。留在皖西的郭述申在英山土门潭召集会议，宣读了鄂豫皖中央分局关于撤销皖西北道委、成立鄂皖工委，任命郭述申为工委书记的指示；会议决定成立红二十七军，郭述申兼任政委。1932年11月下旬，郭述申率领红二十七军主力赴黄安七里坪与鄂豫皖省委和鄂东红军会合，鄂豫皖省委决定撤销鄂皖工委，恢复皖西北道委，仍由郭述申任道委书记，红二十七军编入重建的红二十五军。郭述申领导皖西北道委以红二十五军特务营为骨干组建了红二十八军并开展游击战争，恢复了皖西北游击根据地。1933年4月，红二十八军主力调往鄂东南改编为红二十五军七十三师，留在皖西的红军部队和部分游击队组成红二十八军第八十二师。1933年6月至10月，鄂豫皖苏区第五次“围剿”失利。1933年10月11日，郭述申在南溪吕家大院召开皖西北道委会议，决定以红八十二师为基础，重建红二十八军，由徐海东任军长，郭述申兼任政委。1934年4月，鄂豫皖省委将红二十八军再次编入红二十五军，郭述申任军政治部主任。1934年5月下旬，鄂豫皖省委再次调郭述申任皖西北道委书记。1934年9月28日，鄂豫皖省委举行常委扩大会议，作出《对郭述申同志的决议》，错误地认定郭述申“缺乏残酷的复杂阶级斗争警惕性”，“造成了在肃反问题上表现严重的机会主义动摇”，撤销了郭述申的省委常委兼皖西北道委书记的职务，调任红二十五军政治部宣传科长，由高敬亭接任皖西北道委书记。不久，郭述申调任红二二四团政治处主任。1935年9月，郭述申任红二十五军政治部主任。1935年9月17日任中共陕甘晋省委常委兼宣传部长、红十五军团政治部副主任。1935年11月任红十五军团政治部主任。1936年6月，入瓦窑堡抗日红军大学一期学习，并担任第一科党支部书记。1936年12月底，调任红军前敌总指挥部政治部副主任，率中央干部团从保安出发，到达前敌指挥部所在地云阳镇。1937年1月，调任红三十一军政委。
抗日战争期间，担任中共湖北省委书记、新四军第四支队政委；1939年，担任新四军第五支队政委。
第二次国共内战期间，担任中共辽北省委书记、辽北军区政治委员、东北局宣传部副部长。
中华人民共和国成立后，担任中共旅大区党委副书记、统战部长兼旅大市总工会主席。1954年，任中共旅大市委书记。1956年任中共旅大市委第一书记兼旅大警备区第一政委、中共辽宁省委常委等职。1978年当选五届全国人大常委。1978年底十一届三中全会当选中共中央纪律检查委员会副书记。1982年9月，列席了党的十二大，当选为中顾委委员，退居二线。1985年9月不再担任中顾委委员。